# Platylobium
Platylobium là một chi thực vật có hoa trong họ Fabaceae. Đây là chi bản địa của miền đông nam Australia, chúng phân bố thành dải ven các vùng bờ biển. Chi này được miêu tả đầu tiên bởi James Edward Smith.

## Các loài
Các loài trong chi Platylobium gồm.
- Platylobium alternifolium F.Muell. - Victorian Flat-pea
- Platylobium formosum  Sm. - Handsome Flat-pea
- Platylobium obtusangulum Hook. - Common Flat-pea
- Platylobium triangulare R.Br. - Ivy Flat-pea